# Evergrande IFC
Pour les articles homonymes, voir Evergrande (homonymie).
LEvergrande IFC est un complexe de cinq gratte-ciel en construction au bord du lac Chao à Hefei en Chine. Les travaux ont débuté en 2016. La plus haute des tours s'élèvera à 518 mètres tandis que les quatre autres culmineront respectivement à 290, 260, 200, et 170 mètres. Leur achèvement était prévu pour 2025. 